# Kralja Milutina
Kralja Milutina (en serbe cyrillique : Краља Милутина) est une rue de Belgrade, la capitale de la Serbie, située dans la municipalité urbaine de Vračar.
La rue doit son au roi Milutin qui fut le souverain de la Serbie de 1282 à 1321.

## Parcours
La rue Kralja Milutina naît au croisement des rues Krunska et de la rue Njegoševa ; elle traverse ensuite les rues Kralja Milana, Birčaninova, Tiršova avant d'aboutir dans la rue Pasterova.

## Architecture
Deux édifices classés sont situés dans la rue. Le laboratoire national de chimie de Belgrade situé 25 rue Kralja Milutina et 12 rue Njegoševa, a été achevé en 1882 et est caractéristique du style académique ; le bâtiment est classé sur la liste des biens culturels de la ville de Belgrade. La maison des frères Krstić, des architectes célèbres, située n° 5, a été construite à la fin XIXe siècle ; peu après l'achèvement du bâtiment, la famille Krstić s'y installa et les frères Petar et Branko Krstić, les célèbres architectes, y naquirent. Au no 33 de la rue se trouve la maison de Josif Šojat construite en 1926-1927 selon un projet de l'architecte Milan Zloković ; de style Renaissance italienne, elle est elle aussi classée (identifiant no SK 2229),.